# 筑紫野市
筑紫野市（日语：／ Chikushino shi */?）是福岡縣的一個城市，位於福岡市久留米市中間，屬於福岡市都會區的一部份，為福岡市的通勤城市。因鹿兒島本線、天神大牟田線和九州自動車道皆通過市中心地區，使得當地的對外交通非常便利。

## 歷史

### 年表
- 1889年4月1日：實施町村制，線在的轄區在當時分屬：御笠郡二日市村、山口村、筑紫村、御笠村、山家村。
- 1895年8月27日：二日市村改制為二日市町。
- 1896年4月1日：那珂郡、席田郡、御笠郡合併為筑紫郡。
- 1955年3月1日：二日市町、山口村、筑紫村、御笠村、山家村合併為筑紫野町；當時曾考慮與水城村、太宰府町（現已合併為太宰府市）一同合併，但由於太宰府町堅持要保留「太宰府」之名，因此兩地未能合併。
- 1972年4月1日：改制為筑紫野市。

### 變遷表
| 1889年以前     | 1896年2月26日  | 1896年 - 1911年 | 1912年 - 1926年 | 1926年 - 1944年 | 1945年 - 1959年       | 1960年 - 1989年       | 1989年 - 現在         | 現在                  |
| -------------- | -------------- | --------------- | --------------- | --------------- | --------------------- | --------------------- | --------------------- | --------------------- |
| 御笠郡二日市町 | 筑紫郡二日市町 | 筑紫郡二日市町  | 筑紫郡二日市町  | 筑紫郡二日市町  | 1955年3月1日 筑紫野町 | 1972年4月1日 筑紫野市 | 1972年4月1日 筑紫野市 | 1972年4月1日 筑紫野市 |
| 御笠郡山口村   | 筑紫郡山口村   | 筑紫郡山口村    | 筑紫郡山口村    | 筑紫郡山口村    | 1955年3月1日 筑紫野町 | 1972年4月1日 筑紫野市 | 1972年4月1日 筑紫野市 | 1972年4月1日 筑紫野市 |
| 御笠郡筑紫村   | 筑紫郡筑紫村   | 筑紫郡筑紫村    | 筑紫郡筑紫村    | 筑紫郡筑紫村    | 1955年3月1日 筑紫野町 | 1972年4月1日 筑紫野市 | 1972年4月1日 筑紫野市 | 1972年4月1日 筑紫野市 |
| 御笠郡御笠村   | 筑紫郡御笠村   | 筑紫郡御笠村    | 筑紫郡御笠村    | 筑紫郡御笠村    | 1955年3月1日 筑紫野町 | 1972年4月1日 筑紫野市 | 1972年4月1日 筑紫野市 | 1972年4月1日 筑紫野市 |
| 御笠郡山家村   | 筑紫郡山家村   | 筑紫郡山家村    | 筑紫郡山家村    | 筑紫郡山家村    | 1955年3月1日 筑紫野町 | 1972年4月1日 筑紫野市 | 1972年4月1日 筑紫野市 | 1972年4月1日 筑紫野市 |

## 行政

### 歷任市長
1. 船越平八郎（1967年2月23日～1975年2月22日：共二任）
2. 神代仁臣（1975年2月23日～1979年2月22日）
3. 松田正彦（1979年2月23日～1986年12月24日：共二任）
4. 楠田幹人（1987年2月1日～1995年1月31日：共二任）
5. 田中範隆（1995年2月1日～2003年1月31日：共二任）
6. 平原四郎（2003年2月1日～現：現為第二任）

## 交通

### 鐵路
- 九州旅客鐵道
  - 鹿児島本線：二日市車站 - 天拜山車站 - 原田車站
  - 筑豐本線：筑前山家車站 - 原田車站
- 西日本鐵道
  - 天神大牟田線：西鐵二日市車站 - 紫車站 - 朝倉街道車站 - 櫻台車站 - 筑紫車站
  - 太宰府線：西鉄二日市車站

|  |  |

### 道路
高速道路
- 九州自動車道：筑紫野交流道

## 觀光資源
- 二日市溫泉
- 山神水庫公園
- 武蔵寺（日语：武蔵寺）
- 筑紫神社（日语：筑紫神社）
- 天拝山（日语：天拝山）

|  |  |

## 教育

### 高等學校
- 福岡縣立筑紫高等學校
- 福岡縣立武蔵台高等學校
- 九州產業大學附屬九州產業高等學校
- 福岡常葉高等學校

## 本地出身之名人
- 安西均：詩人
- 楠田大藏：日本眾議院議員
- 立川生志：落語家
- 田中賢介：職業棒球選手
- でんでん：俳優
- 福永武彥：小説家、詩人
- 山內康一：日本眾議院議員
- 陸守繪麻：模特兒

## 外部連結
- （日語） 筑紫野市觀光協會 （页面存档备份，存于）
- （日語） 筑紫野市商工會 （页面存档备份，存于）